# Gogol Bordello
Gogol Bordello je ameriška folk punk glasbena skupina, ki jo je leta 1999 v New Yorku ustanovil ukrajinsko-ameriški glasbenik Eugene Hütz z mednarodno zasedbo glasbenikov. Skupina združuje vzhodnoevropske (predvsem ukrajinske in romske) zvoke s punkom in je, v veliki meri na račun energičnih nastopov v živo, ki vključujejo elemente kabareta, dosegla prepoznavnost ter doživela komercialni uspeh na Zahodu. Svojemu slogu pravijo »ciganski punk«.
»Gogol« v imenu je poklon Nikolaju Gogolju, za katerega Hütz pravi, da jih je navdihnil s »tihotapljenjem« ukrajinske kulture v rusko na podoben način kot oni želijo storiti z romsko oz. vzhodnoevropsko glasbo v angleško govorečem svetu. Sprva so se imenovali Hütz and the Béla Bartóks, a so se preimenovali, ko so se zavedli, da nihče v ZDA ne ve, kdo je bil Béla Bartók. Na njihov slog je vplival Hützov mladostniški stik z glasbo izvajalcev, kot so Einstürzande Neubauten, Jimi Hendrix in Parliament-Funkadelic, leta 1989 pa je morala njegova družina zapustiti dom zaradi černobilske nesreče, nakar je na zahodu Ukrajine spoznal romsko glasbo, ki ga je prevzela (tudi sam ima delno romske korenine).
Začetno skupino so poleg Hütza tvorili kitarist Vlad Solofar, harmonikaš Sasha Kazatchkoff, rock bobnar Eliot Fergusen in Sergey Ryabtsev na piščali. Prvi singl so izdali leta 1999, čemur je še isto leto sledil prvi album Voi-La Intruder. Po tistem so redno nastopali po ZDA in Evropi ter izdali še sedem albumov pri različnih založbah, pri čemer se je večkrat menjala zasedba, v kateri je Hütz edini stalni član. Sledil je premor med pandemijo covida-19, znova pa so se aktivirali po ruski invaziji na Ukrajino v začetku leta 2022 in izdali tematski album Solidaritine.  Izid so podprli s turnejo in večkrat nastopali tudi za ukrajinske vojake.

## Diskografija

### Albumi
- Voi-La Intruder (1999)
- Multi Kontra Culti vs. Irony (2002)
- Gypsy Punks: Underdog World Strike (2005)
- Super Taranta! (2007)
- Trans-Continental Hustle (2010)
- Моя Цыганиада (2011)
- Pura Vida Conspiracy (2013)
- Seekers and Finders (2017)
- Solidaritine (2022)

### EP-ji
- East Infection (2005)

### Kompilacije
- Punk Rock Strike Vol. 4 (2003)
- 2005 Warped Tour Compilation (2005)
- 2006 Warped Tour Compilation (2006)
- Gypsy Beats and Balkan Bangers (2006)
- The Rough Guide to Planet Rock (2006)
- 2007 Warped Tour Compilation (2007)